# Calycolpus roraimensis
Calycolpus roraimensis är en myrtenväxtart som beskrevs av Julian Alfred Steyermark. Calycolpus roraimensis ingår i släktet Calycolpus och familjen myrtenväxter. Inga underarter finns listade i Catalogue of Life.